# Aegyptosaurus baharijensis
Aegyptosaurus ("Egyptens ödla", döpt efter platsen där den hittades. Efterledet σαυρος/sauros är grekiska och betyder 'ödla') är ett släkte av titanosaurier som levde i dagens Afrika, omkring 95 miljoner år sedan, under mellersta delen och slutet av kritaperioden (mellan albian- och cenomanianepokerna). Denna fyrbenta sauropod var en herbivor och dess fossila kvarlevor har hittats i Egypten, Niger och i flera olika områden i Saharaöknen. Alla kända exemplar har hittats före år 1939. Fossilen förvarades tillsammans i ett museum i München, men utplånades då en bombräd förstörde museet år 1944, under det Andra världskriget.
Aegyptosaurus vägde runt 11,5 ton, var 15 meter lång och blev över 5 meter hög. Den hade en lång hals och ett litet kranium. Dinosauriens långa svans fungerade antagligen som en motvikt till resten av kroppen.
Aegyptosaurus var en nära släkting till titanosaurien Argentinosaurus huinculensis, en mycket större dinosaurie funnen i Sydamerika. Det har föreslagits att den kan ha utvecklats från sin sydamerikanska släkting, efter att ha korsat den tidens landbrygga mellan Afrika och Sydamerika.
Det är sannolikt att Aegyptosaurus var ett vanligt byte för predatorer som Carcharodontosaurus och Spinosaurus.